# Shipchandler

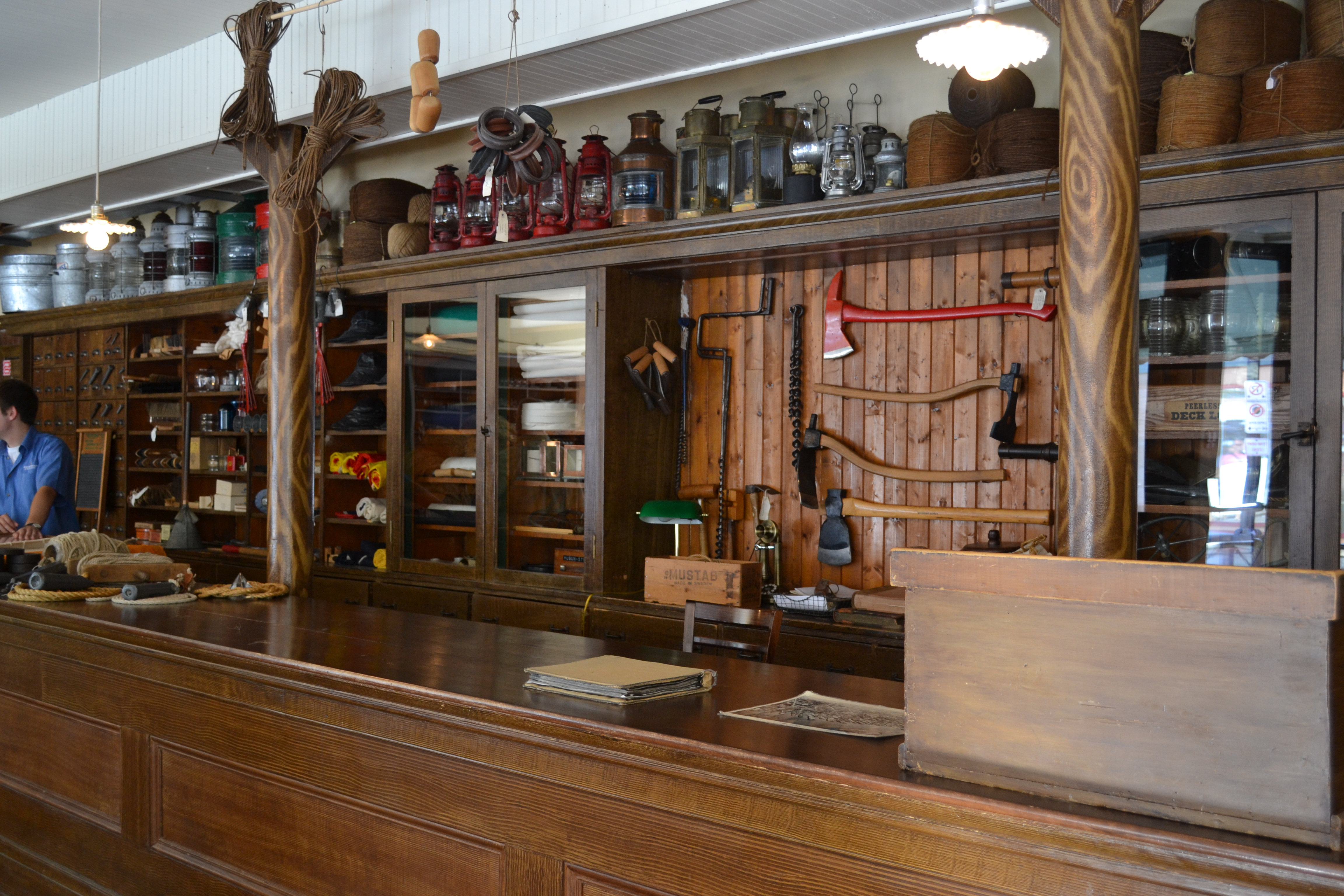
Reconstitution d'une boutique de shipchandler vers 1900.

Un shipchandler est un commerçant vendant des fournitures pour bateaux, tels que des pièces d’accastillage, mais aussi avitaillement en nourriture, carburants, et fourniture d’accessoires liés à la pratique du nautisme, notamment à la plaisance, à moteur ou à voile, ou à celle de la pêche, professionnelle ou de loisir.

## Étymologie
Le terme provient de l'anglais ship chandler, de même sens, provenant lui-même du mot ship, bateau, et de chandler, marchand de chandelles, signifiant fournisseur par métonymie. Il est attesté en français en 1850, chez Gustave Flaubert.

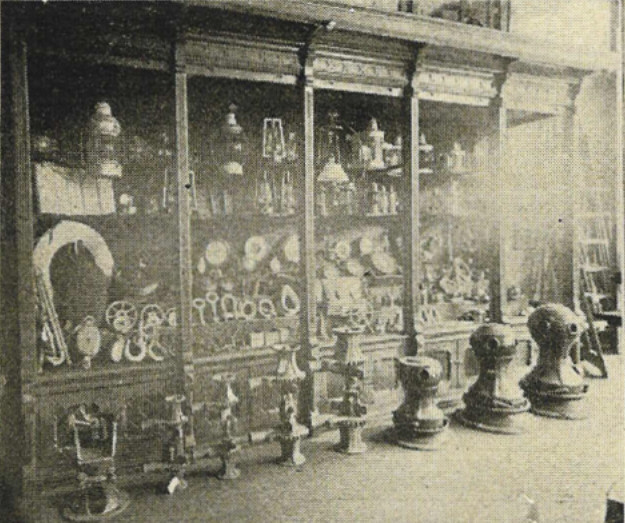
Rayon shipchandler d'un magasin de Seattle en 1900
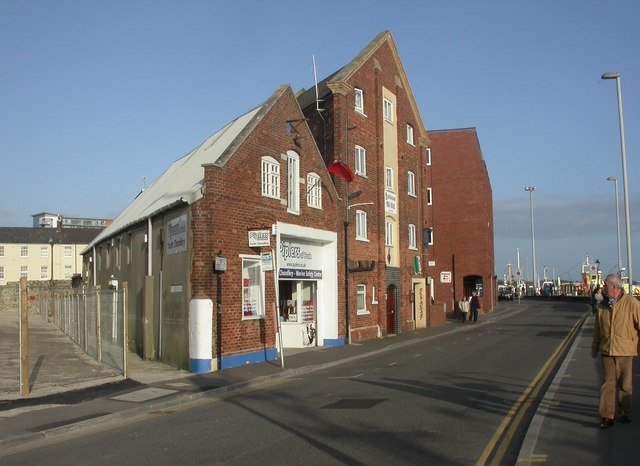
Boutique de shipchandler moderne à Poole
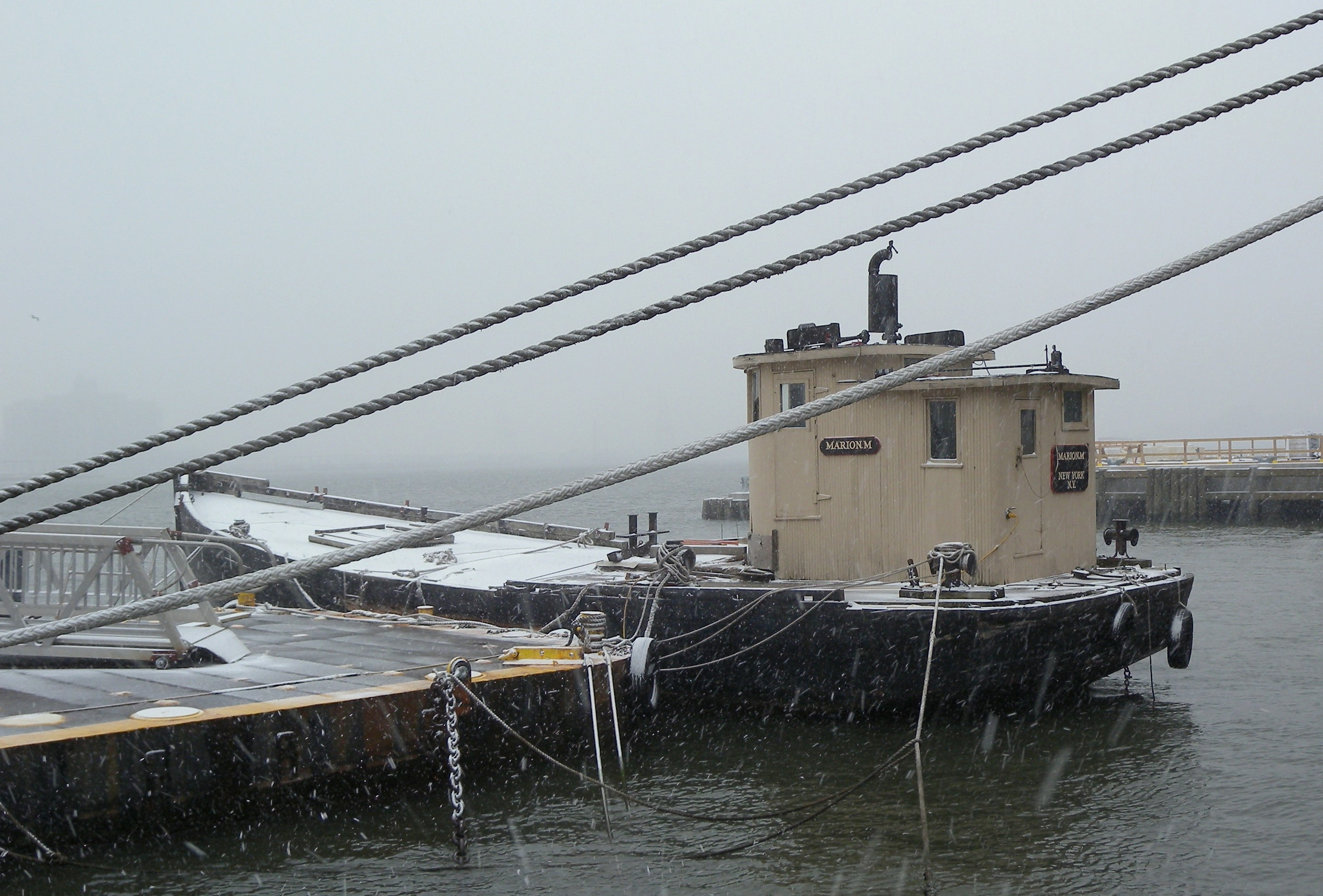
Barge de shipchandler de 1932
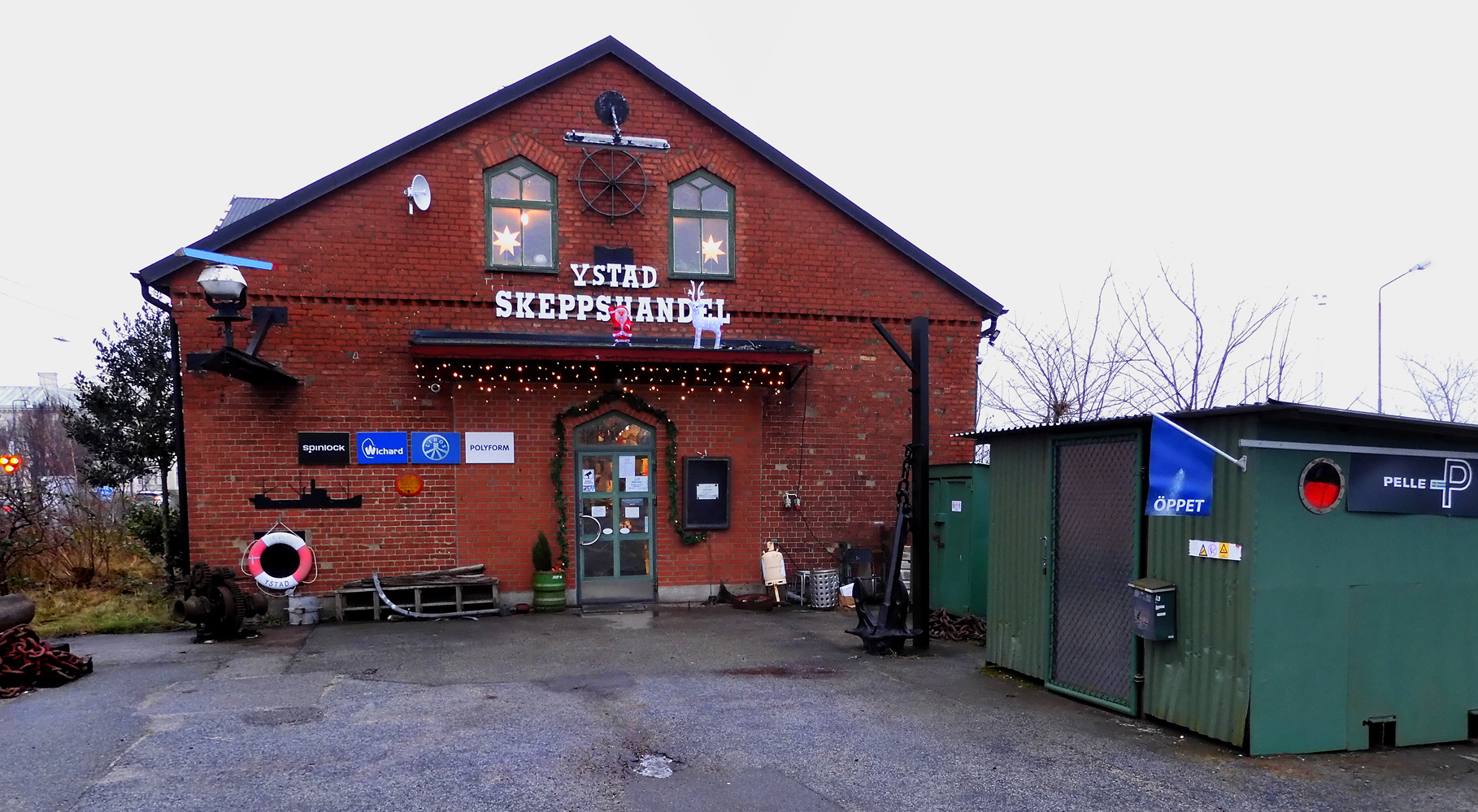
Ystads Shipchandler 2021.